# Pittosporum phillyraeoides
Pittosporum phillyraeoides là một loài thực vật có hoa trong họ Pittosporaceae. Loài này được DC. miêu tả khoa học đầu tiên năm 1824.